# 49-es villamos (Bécs)
A bécsi 49-es jelzésű villamos a város villamoshálózatának egy 8,4 km hosszú tagja, amely kelet-nyugati sugár irányban érkezik a Ringhez, és így több külvárosi területnek ellátja a belvárosi kapcsolatát.

## Útvonala
| → Hütteldorf | → Ring, Volkstheater |
| --- | --- |
| - Dr.-Karl-Renner-Ring - Bellariastraße - Burggasse - Breite Gasse - Siebensterngasse - Neubaugasse - Westbahnstraße - Urban-Loritz-Platz - Märzstraße - Huglgasse - Hütteldorfer Straße - Linzer Straße | - Linzer Straße - Hütteldorfer Straße - Huglgasse - Märzstraße - Urban-Loritz-Platz - Westbahnstraße - Neubaugasse - Siebensterngasse - Breite Gasse - Burggasse - Bellariastraße - Dr.-Karl-Renner-Ring |

## Története
A 49-es a bécsi tömegközlekedés egyik legrégebbi vonala, az egy részén Gürtel és Breitensee között 1873-ban lóvasutat létesítettek, majd  1885-től gőzvasút működött a helyén a Linzer Straßéig.

A korábbi vonalat 1903-ban villamosították, a 49-es számjelzést 1907-ben kapta meg. Innentől kezdve útvonala mind a mai napig változatlan!

## Járművek
A vonalon az alacsony padlós ULF villamosok közlekednek, kiegészítve magaspadlós E1 motorkocsikból és c4-es pótkocsikkból álló szerelvényekkel. A járműkiadást Rudolfsheim és Ottakring kocsiszínek biztosítják.

## Megállóhelyei
| 49 (Ring, Volkstheater ◄► Hütteldorf, Bujattigasse) | 49 (Ring, Volkstheater ◄► Hütteldorf, Bujattigasse) | 49 (Ring, Volkstheater ◄► Hütteldorf, Bujattigasse) | 49 (Ring, Volkstheater ◄► Hütteldorf, Bujattigasse) | 49 (Ring, Volkstheater ◄► Hütteldorf, Bujattigasse) |
| Perc (↓)                                            | Megállóhely                                         | Perc (↑)                                            | Átszállási kapcsolatok                              |                                                     |
| --------------------------------------------------- | --------------------------------------------------- | --------------------------------------------------- | --------------------------------------------------- | --------------------------------------------------- |
| 0                                                   | Ring, Volkstheater végállomás                       | 32                                                  | U3 1, 2, 46, 71, D, U2Z 48A                         |                                                     |
| 3                                                   | Volkstheater                                        | 31                                                  | U3 48A                                              |                                                     |
| 4                                                   | Stiftgasse                                          | 29                                                  |                                                     |                                                     |
| 5                                                   | Siebensterngasse                                    | 28                                                  |                                                     |                                                     |
| 6                                                   | Neubaugasse, Westbahnstraße                         | 27                                                  | 13A                                                 |                                                     |
| 7                                                   | Zieglergasse                                        | 26                                                  |                                                     |                                                     |
| 8                                                   | Kaiserstraße, Westbahnstraße                        | 25                                                  | 5                                                   |                                                     |
| 11                                                  | Urban-Loritz-Platz                                  | 24                                                  | U6 (Burggasse-Stadthalle) 6, 9, 18                  |                                                     |
| 12                                                  | Beingasse                                           | 21                                                  | 9                                                   |                                                     |
| 14                                                  | Schweglerstraße                                     | 20                                                  | U3 9 12A                                            |                                                     |
| 15                                                  | Huglgasse                                           | 18                                                  | 12A                                                 |                                                     |
| 17                                                  | Johnstraße                                          | 17                                                  | U3 10A, 12A                                         |                                                     |
| 19                                                  | Hütteldorfer Straße                                 | 14                                                  | U3 10                                               |                                                     |
| 20                                                  | Breitensee                                          | 12                                                  | S45                                                 |                                                     |
| 22                                                  | Leyserstraße                                        | 10                                                  | 51A                                                 |                                                     |
| 23                                                  | Hütteldorfer Straße, Lützowgasse                    | 9                                                   |                                                     |                                                     |
| 25                                                  | Seckendorfstraße                                    | 7                                                   | 47A                                                 |                                                     |
| 26                                                  | Waidhausenstraße                                    | 6                                                   | 47A                                                 |                                                     |
| 27                                                  | Hochsatzengasse                                     | 5                                                   |                                                     |                                                     |
| 28                                                  | Baumgarten                                          | 4                                                   | 52                                                  |                                                     |
| 29                                                  | Deutschordenstraße                                  | 3                                                   | 47B                                                 |                                                     |
| 30                                                  | Rettichgasse                                        | 2                                                   | 47B                                                 |                                                     |
| ∫                                                   | Satzberggasse                                       | 1                                                   |                                                     |                                                     |
| 32                                                  | Hütteldorf, Bujattigasse végállomás                 | 0                                                   | 49A, 50A, 50B                                       |                                                     |

## Galéria

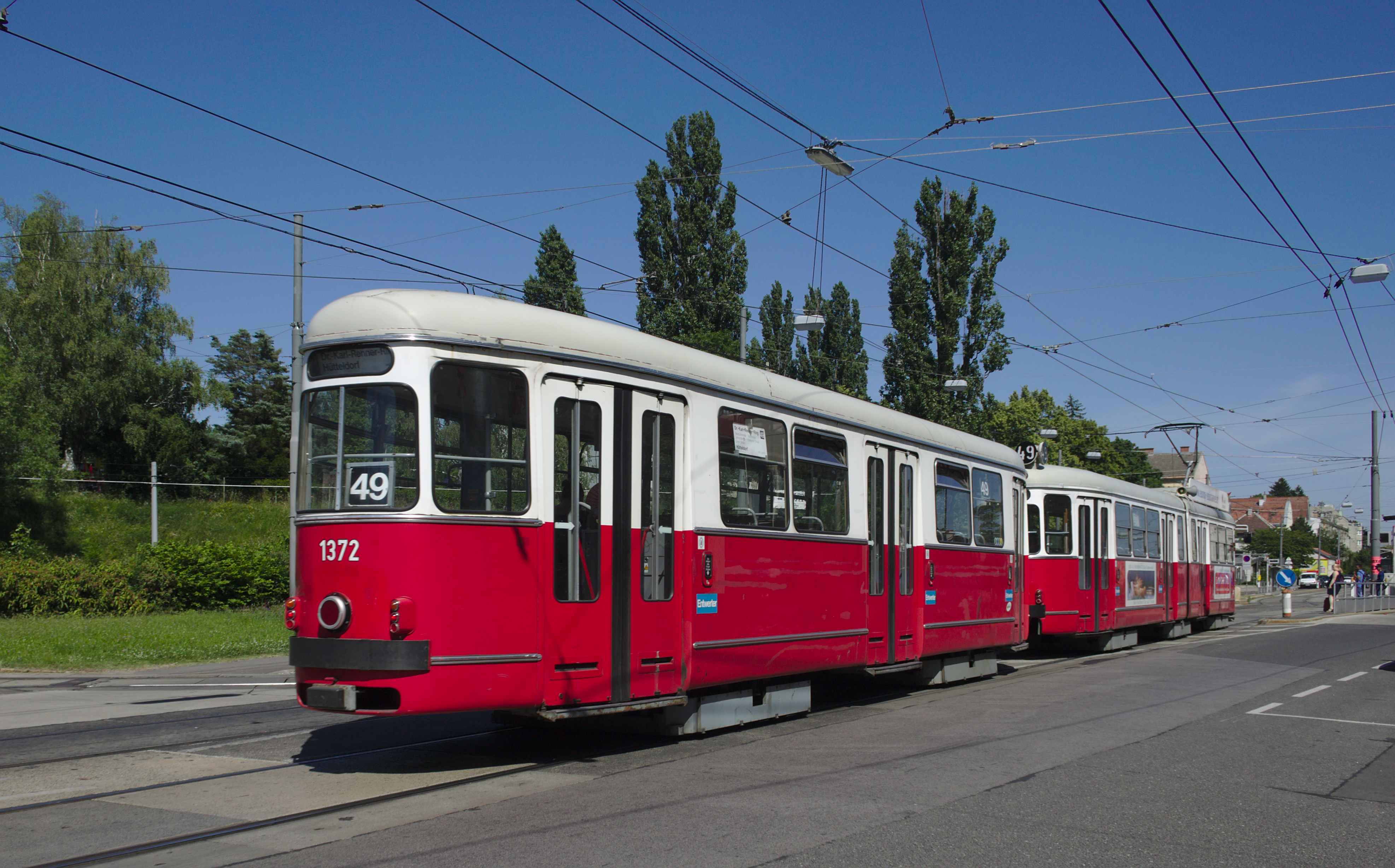
c4 pótkocsi egy E1 motorkocsi után
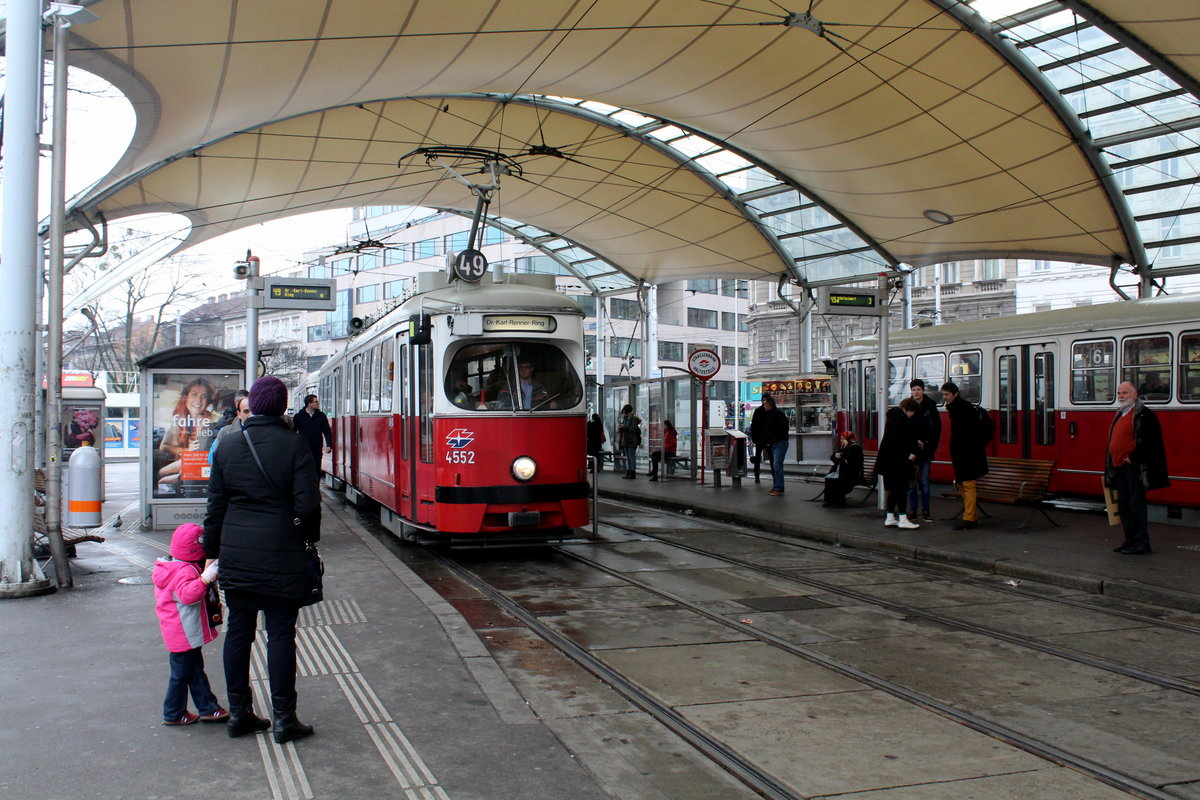
Urban-Loritz-Platz
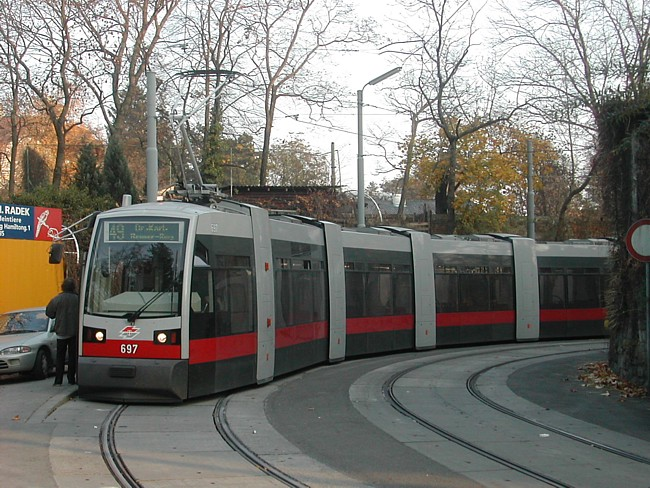
ULF villamos
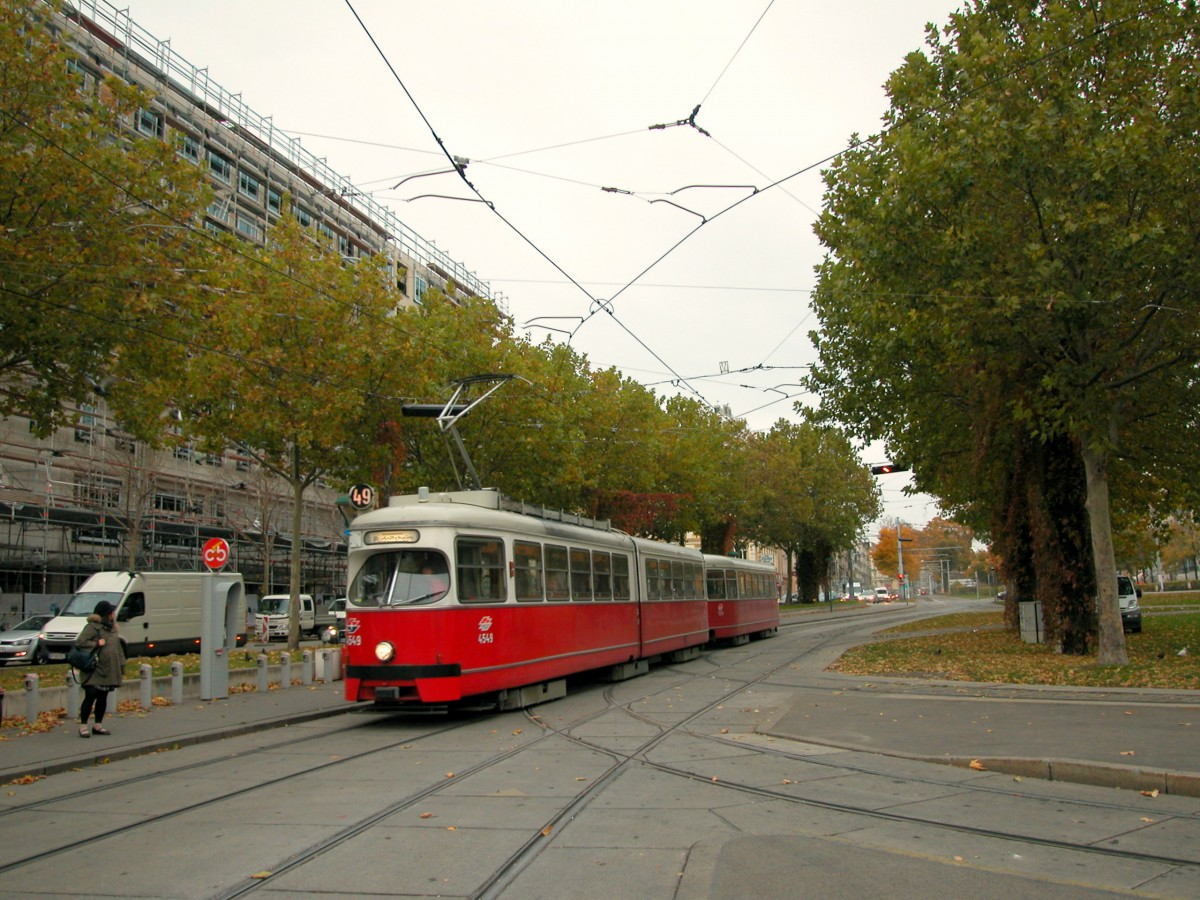
E1 villamos